# 涙の天使に微笑みを
「涙の天使に微笑みを」（なみだのてんしにほほえみを）は、原由子の楽曲。自身の14作目のシングルとして、タイシタレーベルから8cmCDで1997年11月27日に発売された。
1998年2月25日に8cmCDで再発売されている。2016年12月12日からは主要配信サイトにてダウンロード配信、2019年12月20日からはストリーミング配信が開始されている。

## 背景・リリース
「香取慎吾 & 原由子」名義でリリースされたコラボレーションシングル「みんないい子」から1か月でのリリースとなる新作であるが、原のソロシングルとしては1991年11月に発売された「負けるな女の子!」からおよそ6年ぶりとなる。

## 収録曲
- 収録時間：8:55

1. 涙の天使に微笑みを (5:42)
（作詞・作曲・編曲：桑田佳祐 / 弦編曲：島健）
NHK連続テレビ小説『甘辛しゃん』主題歌。
原は1997年7月28日のNHKでの記者発表で、緊張しながらも「朝の連続テレビ小説は小さいころから親しんでいたし全国の皆さんの関心がある番組。そのテーマ曲を歌うことは光栄です。」とコメントした[5]。
ソロ名義の曲ではあるが、1998年に行われたサザンオールスターズのライブ「1998 夏 サザンオールスターズ スーパーライブ in 渚園 モロ出し祭り 〜過剰サービスに鰻はネットリ父ウットリ〜」でも披露された[6]。
3代目桂春蝶はこの曲が好きであることを述べており、「すっごく落ち着きたい時」に聴くと「全てが浄化されてゆく感じがします」としている[7]。
太田光（爆笑問題）はこの曲を気に入っており『爆笑問題の日曜サンデー』（TBSラジオ）で取り上げたこともある[8]。
2. 悲しき口笛 (3:07)
（作詞：藤浦洸 / 作曲：万城目正 / 編曲：島健）
1949年に発売した美空ひばりの楽曲のカバー。

## 参加ミュージシャン
| 涙の天使に微笑みを - 小倉博和 - Electric Guitar - 樋沢達彦 - Bass - 小田原豊 - Drums - 山本拓夫 - Flute - 金原千恵子グループ - Strings - 角谷仁宣 - Computer Operation - 桑田佳祐 - Keyboards - 原由子 - Vocal & Piano | 悲しき口笛 - 小倉博和 - Electric Guitar - 高水健司 - Wood Bass - 村上"ポンタ"秀一 - Drums - 島健 - Piano - 包国充 - Alto Sax - 淵野繁雄 - Alto Sax - 山本拓夫 - Tenor Sax - 竹野昌邦 - Tenor Sax - BOB ZUNG - Clarinet - 原由子 - Vocal & Whistle |

## 収録アルバム
| 曲名               | 作品名                                                      | 備考                               |
| ------------------ | ----------------------------------------------------------- | ---------------------------------- |
| 涙の天使に微笑みを | Loving You                                                  |                                    |
| 涙の天使に微笑みを | ハラッド                                                    |                                    |
| 涙の天使に微笑みを | 朝ドラ50years                                               | インストゥルメンタル、TOCT-28056。 |
| 悲しき口笛         | 美空ひばり トリビュート Respect HIBARI -30 years from 1989- | アルバム初収録、COCP-40816         |

## ミュージック・ビデオ収録作品
| 曲名               | 作品名  | 備考                                                                  |
| ------------------ | ------- | --------------------------------------------------------------------- |
| 涙の天使に微笑みを | Harvest | アルバム『婦人の肖像 (Portrait of a Lady)』の初回限定盤A・Bのみ収録。 |
| 悲しき口笛         | 未収録  |                                                                       |

## ライブ映像作品
| 曲名               | 作品名                                                                 |
| ------------------ | ---------------------------------------------------------------------- |
| 涙の天使に微笑みを | 1998 スーパーライブ in 渚園                                            |
| 涙の天使に微笑みを | スペシャルライブ2023 「婦人の肖像 (Portrait of a Lady)」 at 鎌倉芸術館 |
| 悲しき口笛         | 未収録                                                                 |